# Коперниковская революция
Под коперниковской революцией понимается смена парадигм с модели мироздания Птолемея, которая постулировала, что Земля является центром вселенной, на гелиоцентрическую модель с Солнцем в центре нашей солнечной системы. Это событие стало одной из стартовых точек начала научной революции XVI столетия. Учение Коперника было равносильно революционной перестройке не только в астрономии и естествознании, но и в методах научного исследования и познания. Оно привело к радикальным изменениям образа мышления естествоиспытателей, повернув его от привычных и закостенелых догм к непосредственному исследованию реального мира.

## Исторический обзор
В 1543 году Николай Коперник опубликовал свой трактат De Revolutionibus coelestium orbium («Об обращениях небесных сфер»), в котором он изложил гелиоцентрическую модель представления Вселенной. Потребовалось около 200 лет для того, чтобы эта модель заменила модель Птолемея.

Говорить, что новизна предложений Коперника состоит в простом изменении положения Земли и Солнца — это значило бы, что мы сделали муху из слона в развитии человеческой мысли. Если бы предложение Коперника не оказывало влияния за пределами астрономии, оно бы не задержалось так долго в признании, и ему бы не так усиленно сопротивлялись.

### Николай Коперник
В труде «Об обращениях небесных сфер» Николай Коперник показал, что движение небес может быть объяснено без утверждения, что Земля находится в геометрическом центре системы. Это привело к выводу, что мы можем отказаться от предположения, что мы наблюдаем Вселенную из особого положения. Хотя Коперник инициировал научную революцию, он, конечно, не завершил её. Он продолжал верить в небесные сферы, и помог совсем немного для прямых наблюдений и доказательства того, что его теория ближе к истине, чем система Птолемея.

### Тихо Браге и Иоганн Кеплер
Датский астроном Тихо Браге, оставаясь в рамках геоцентрической системы, способствовал научной революции, показав, что небесные сферы в лучшем случае являются математической абстракцией, а не физическими объектами, поскольку большая комета 1577 года прошла сквозь сферу нескольких планет, и кроме того, сферы Марса и Солнца пересекают друг друга. Браге и его помощники сделали также многочисленные кропотливые замечания, которые позволили Иоганну Кеплеру вывести свои законы движения планет. Пересмотренная гелиоцентрическая система Кеплера дала гораздо более точное описание движения планет, чем система Птолемея.

### Галилео Галилей
Начиная со своего первого использования телескопа для астрономических наблюдений в 1610 году, Галилео Галилей оказал сильную поддержку системе Коперника, наблюдая фазы Венеры (предсказанные Коперником, а не Птолемеем) и спутники Юпитера (которые показали, что видимые аномалии орбиты Луны по теории Коперника не являются уникальными). Галилей также пишет классическую работу в защиту гелиоцентрической системы: «Диалог о двух системах мира» (1632), которая привела к суду над ним и к его домашнему аресту инквизицией.

### Джордано Бруно
В этот же период многие учёные, вдохновлённые Коперником, такие как Томас Диггес и Джордано Бруно, отстаивали существование бесконечного числа или, по крайней мере, достаточно большого числа вселенных около других звёзд, представляющих собой далёкие от нас солнечные системы. Вопреки мнению Коперника и Кеплера (а также Галилея-агностика), к середине XVII века эта гипотеза стала широко признанной, отчасти благодаря поддержке Рене Декарта.

### Исаак Ньютон
Коперниковская революция была, возможно, завершена Исааком Ньютоном, чьи «Математические начала натуральной философии» (1687) дали последовательное физическое объяснение, и показали, что планеты находятся на своих орбитах благодаря привычной нам силе тяжести. Ньютон смог вывести законы Кеплера как хорошее приближение своей теории и получить ещё более точные прогнозы движения с учётом гравитационного взаимодействия между планетами.

## Метафорическое использование
Сходство с Коперником имел философ Иммануил Кант, который разработал новую философию, названную трансцендентальным идеализмом. Некоторые более поздние философы назвали его вклад новой «Коперниковской революцией». В теории познания Кант сделал акцент на активность сознания, он поместил человека в центр всего концептуального и эмпирического опыта. Своими трудами он смог преодолеть характерный для XVII и XVIII веков тупик рационализма-эмпиризма. Это был поистине революционный вклад в философию и методологию научного исследования. Состояние философских исследований коперниковской революции подвели Имре Лакатош и его соавтор Эли Захар в статье 1978 года «Почему программа Коперника вытеснила программу Птолемея?».

## Влияние
На протяжении более тысячелетия католическая церковь главенствовала не только в религии, но и в политике и науке. Церковь поддерживала популярную теорию геоцентризма, хотя видные богословы, такие как святой Фома Аквинский и святой Альберт Великий были осведомлены о гелиоцентрической теории. Идеи Коперника, составляющие фундамент гелиоцентрического учения, разрушили до основания принципы церковно-теологического мировоззрения и опровергли церковную картину мироздания, основанную на геоцентрической доктрине Птолемея. Своим творчеством Коперник оказал огромное влияние на всё последующее развитие естественных наук. Естествознание после Коперника развивается всё с большей и большей скоростью, проникая всё дальше в окружающий бесконечный мир.
В 1752 году Михаил Ломоносов в своем стихотворении «Письмо о пользе Стекла» так охарактеризовал вклад Коперника:
Оттоле землю все считали посреде.

Астроном весь свой век в бесплодном был труде,

Запутан циклами, пока восстал Коперник,

Презритель зависти и варварству соперник:

В средине всех планет он солнце положил,

Сугубое земли движение открыл.

Одним круг центра путь вседневный совершает,

Другим круг солнца год теченьем составляет,

Он циклы истинной системой растерзал

И правду точностью явлений доказал.

Потом Гугении, Кеплеры и Невтоны,

Преломленных лучей в стекле познав законы,

Разумный подлинно уверили весь свет,

Коперник что учил, сомнения в том нет.